# Medibank International 2006
Das Medibank International 2006 ist der Name eines Tennisturniers der WTA Tour 2006 für Damen sowie eines Tennisturniers der ATP Tour 2006 für Herren, welche zeitgleich vom 6. bis zum 13. Januar 2006 in Sydney stattfanden.